# Leichtathletik-Weltmeisterschaften 2015/Teilnehmer (Kuwait)
| Gelbes Symbol für Goldmedaillen mit stilisierten Olympischen Ringen | Graues Symbol für Silbermedaillen mit stilisierten Olympischen Ringen | Braundes Symbol für Bronzemedaillen mit stilisierten Olympischen Ringen |
| ------------------------------------------------------------------- | --------------------------------------------------------------------- | ----------------------------------------------------------------------- |
| —                                                                   | —                                                                     | —                                                                       |

Der Leichtathletikverband Kuwaits nominierte einen Athleten für die Leichtathletik-Weltmeisterschaften 2015 in der chinesischen Hauptstadt Peking.

## Ergebnisse

### Männer

#### Sprung/Wurf
| Athlet                  | Disziplin  | Qualifikation | Qualifikation | Finale             | Finale             |
| Athlet                  | Disziplin  | Weite/Höhe    | Platz         | Weite/Höhe         | Platz              |
| ----------------------- | ---------- | ------------- | ------------- | ------------------ | ------------------ |
| Essa Mohamed al-Zankawi | Diskuswurf | 58,68 m       | 27            | nicht qualifiziert | nicht qualifiziert |